# Гилберт, Артур Хилл
Артур Хилл Гилберт (англ. Arthur Hill Gilbert; 1893—1970) — американский художник-импрессионист, живший и работавший в художественных колониях Кармель и Лагуна-Бич, Калифорния, в течение 1920-х и 1930-х годов.

## Биография
Родился 10 июня 1893 года в городе Маунт-Вернон, штат Иллинойс.
Учился в Северо-Западном университете, также окончил академию Evanston Academy, где его преподавателем был Уильям Чейз. Затем находился в Аннаполисе, Мэриленд, служил прапорщиком ВМФ и принимал участие в Первой мировой войне.
После войны Артур Гилберт оказался в Конкарно, Франция, где решил учиться живописи с целью последующей своей карьеры. Вернувшись в США, обучался в Otis Art Institute (ныне Otis College of Art and Design) и позже — в Чикагском институте искусств. Затем жил в Калифорнии, экспонирования живописи в Лос-Анджелесе. В 1928 году переехал в Монтерей, где стал широко известен своими работами на тему калифорнийского ландшафта.
С женой Audine Гилберт жил на собственном ранчо рядом с городом Стоктон, Калифорния. Был участником разных художественных объединений, включая Bohemian Club и Carmel Art Association. Выставлялся в Чикагском художественном институте, Национальной академии дизайна, Пенсильванской академии искусств. Его работы находятся во многих музех США.
Умер Артур Гилберт в апреле 1970 года.